# 小行星25679
小行星25679（25679 Andrewguo）是一颗绕太阳运转的小行星，为主小行星带小行星。该小行星于2000年1月20日发现。

## 轨道参数
小行星25679的轨道半长轴为341 877 933 km，2.2852803 UA，离心率为0.069。